# 岡山県道355号豊久田平線
岡山県道355号豊久田平線（おかやまけんどう355ごう とよくだたいらせん）は、岡山県勝田郡勝央町を通る一般県道である。

## 概要
勝田郡勝央町豊久田と勝田郡勝央町平を結ぶ。

### 路線データ
- 起点：勝田郡勝央町豊久田（岡山県道354号馬橋平福線交点）
- 終点：勝田郡勝央町平（岡山県道67号勝央勝北線交点）
- 総延長：6.3 km

## 歴史
- 1960年（昭和35年）3月18日 - 岡山県告示第335号により認定される。
- 1972年（昭和47年） - 岡山県の県道番号再編により現行の路線番号に変更される。

## 路線状況

### 道路施設

#### 橋梁
- 荒神橋（滝川、勝田郡勝央町）

## 地理

### 通過する自治体
- 勝田郡勝央町

### 交差する道路
| 交差する道路            | 交差する場所 | 交差する場所 |
| ----------------------- | ------------ | ------------ |
| 岡山県道354号馬橋平福線 | 豊久田       | 起点         |
| 岡山県道67号勝央勝北線  | 平           | 終点         |

### 沿線
- 勝央町立勝央中学校